# Лекции школы Мура
Теория и технологии разработки электронных цифровых компьютеров (англ. Theory and Techniques for Design of Electronic Digital Computers), или неофициально Лекции школы Мура или Лекции Института Мура (англ. Moore School Lectures) — курс лекций по постройке электронных цифровых компьютеров, который читался в Электротехнической школе Мура при Пенсильванском университете в период с 8 июля по 30 августа 1946 года. Это был первый в истории курс лекций на тему компьютеров, читавшийся для широкой аудитории. В лекциях излагались идеи, разработанные для компьютера EDVAC, который в то время создавался в Школе Мура как преемник компьютера ЭНИАК. Благодаря курсу началось активное строительство компьютеров в США и во всем мире, в частности в Великобритании.

## История
В 1946 году Школа Мура превратилась в центр разработки высокоскоростных электронных компьютеров. 14 февраля этого года публике был представлен компьютер ЭНИАК, в тайне разрабатывавшийся для Армии США с 1943 года. Еще до окончания работ над ЭНИАК группа инженеров Школы Мура начала готовиться к созданию компьютера более совершенной конструкции — EDVAC, в котором должна была быть воплощена идея хранимой в памяти программы. В работе группы принимали участие такие выдающиеся ученые как Джон фон Нейман, который выступал консультантом по проекту EDVAC, Стэн Френкель и Николас Метрополис, участники Манхеттенского проекта, которые написали и выполнили в декабре 1945 года на компьютере ЭНИАК математическое моделирование взрыва термоядерной бомбы.
По окончании Второй мировой войны потребность в высокоскоростных компьютерах не только не ослабла, но наоборот — увеличилась; интерес особенно вырос после распространения Первого проекта отчета о EDVAC, в котором фон Нейман описывал логическую структуру компьютера. Чтобы не отвлекаться на бесчисленные демонстрации и экскурсии, способствовать развитию исследований в области вычислительной техники и не дожидаться публикации формальных отчетов, руководство Школы в лице декана Харольда Пендера (англ.), профессора Карла Чемберса (англ.) и директора по исследованиям Ирвена Трэвиса (англ.) предложило, организовало и финансово обеспечило проведение курса лекций для 30-40 специально отобранных слушателей.
8-недельный курс лекций проводился под эгидой Управления вооружения Армии США и Исследовательского управления ВМФ США, которые предоставили 3000 долларов США на зарплаты лекторам и 4000 долларов на транспортные расходы, распечатки и демонстрационные материалы (сверх этой суммы было истрачено еще 1569 долларов).
Несмотря на то, что Школа Мура оказалась на острие разработки компьютеров, сама команда инженеров уже начинала распадаться на группы, которые либо собирались строить компьютеры на коммерческой основе, либо заниматься ими с научной точки зрения. К первой группе принадлежали Джон Экерт и Джон Мокли, которые в марте 1946 года попрощались с Электротехнической школой Мура, создали компанию Electronic Control Company (позднее переименована в Eckert–Mauchly Computer Corporation) и переманили с собой большую группу инженеров из Школы Мура. Во вторую группу вошли Герман Голдстайн (куратор проекта ЭНИАК со стороны Армии США) и Артур Бёркс (профессор Школы Мура и один из создателей ЭНИАКа), которых Джон фон Нейман пригласил на работу в Институт перспективных исследований для создания IAS-машины. Несмотря на это данная группа ученых и инженеров прочитала большую часть лекций, при этом Экерт и Мокли получили наибольшее вознаграждение (1200 долларов каждый), а Голдстайн и другие лекторы получили только оплату транспортных расходов и стандартный гонорар — 50 долларов за каждую лекцию.

## Лекции и лекторы
Лекции проводились 5 дней в неделю по рабочим дням и длились до 3 часов каждая; послеполуденное время отводилось обычно на неформальные семинары.
Многие пионеры компьютерной техники приняли участие в Лекциях школы Мура. Больше всего лекций прочитал Джон Экерт, потом — Джон Мокли и Герман Голдстайн. Темы, поднятые в лекциях, затрагивали практически все аспекты вычислительной техники от разработки и строительства компьютеров, до их обслуживания. Дополнительно во второй половине шестой и начале седьмой недель были Мокли, Шарплесс и Чу провели незапланированные демонстрации компьютера ЭНИАК. Лекторы с неохотой демонстрировали ЭНИАК, так как его логическая конструкция устарела ещё до того, как были закончены работы над EDVAC; тем не менее это был единственный работающий компьютер, который можно было показать, из-за чего слушатели лекций настаивали увидеть его и узнать, как он устроен.

### Из команды Школы Мура
- Дж. Преспер Экерт (компания Electronic Control Company):
  - «A Preview of a Digital Computing Machine» (15 июля 1946)
  - «Types of Circuits—General» (18 июля 1946)
  - «Reliability of Parts» (23 июля 1946)
  - «Adders» (26 июля 1946) (с Шеппардом)
  - «Multipliers» (29 июля 1946)
  - «Tapetypers and Printing Mechanisms» (1 августа 1946)
  - «Continuous Variable Input and Output Devices» (6 августа 1946)
  - «Reliability and Checking» (7 августа 1946)
  - «Electrical Delay Lines» (14 августа 1946)
  - «A Parallel-Type EDVAC» (22 августа 1946)
  - «A Parallel Channel Computing Machine» (26 августа 1946)

- Джон Мокли (компания Electronic Control Company):
  - «Digital and Analogy Computing Machines» (8 июля 1946)
  - «The Use of Function Tables with Computing Machines» (12 июля 1946)
  - «Sorting and Collating» (25 июля 1946)
  - «Conversion Between Binary and Decimal Number Systems» (29 июля 1946)
  - «Code and Control II: Machine Design and Instruction Codes» (9 августа 1946)
  - «Introduction to the ENIAC» (15 августа 1946) (незапланирована)
  - «Block Diagrams of the ENIAC III» (20 августа 1946) (незапланирована)
  - «Accumulation of Errors in Numerical Methods» (30 августа 1946)

- Герман Голдстайн (Институт перспективных исследований):
  - «Numerical Mathematical Methods I» (10 июля 1946)
  - «Numerical Mathematical Methods II» (11 июля 1946)
  - «Numerical Mathematical Methods III» (16 июля 1946)
  - «Numerical Mathematical Methods V» (22 июля 1946)
  - «Numerical Mathematical Methods VI» (30 июля 1946)
  - «Numerical Mathematical Methods VII» (2 августа 1946)

- Артур Бёркс (Институт перспективных исследований):
  - «Digital Machine Functions» (12 июля 1946)
  - «Numerical Mathematical Methods IV» (22 июля 1946)
  - «Numerical Mathematical Methods VIII» (2 августа 1946)

- Т.Кайт Шарплесс (Школа Мура):
  - «Switching and Coupling Circuits» (19 июля 1946)
  - «Block Diagrams of the ENIAC I» (16 августа 1946) (незапланирована)
  - «Block Diagrams of the ENIAC II» (19 августа 1946) (незапланирована)
  - «Description of Serial Acoustic Binary EDVAC I» (28 августа 1946)
  - «Description of Serial Acoustic Binary EDVAC II» (28 августа 1946)

- Джеффри Чуан Чу (Школа Мура):
  - «Magnetic Recording» (31 июля 1946)
  - «Block Diagrams of the ENIAC IV» (21 августа 1946) (незапланирована)

- С.Бредфорд Шеппард (Школа Мура):
  - «Elements of a Complete Computing System» (15 июля 1946)
  - «Adders» (26 июля 1946) (с Экертом)
  - «Memory Devices» (24 июля 1946)
  - «Code and Control I» (8 августа 1946) (вместо Экерта)
  - «Code and Control III» (запланирована, но не состоялась)
  - «A Four-Channel Coded-Decimal Electrostatic Machine» (27 августа 1946)

- Ирвен Трэвис (Школа Мура):
  - «The History of Computing Devices» (8 июля 1946)

- Сэм Уильямс (Школа Мура):
  - «Reliability and Checking in Digital Computing Systems» (7 августа 1946)

### От Пенсильванского университета
- Hans Rademacher:
  - «On the Accumulation of Errors in Numerical Integration on the ENIAC» (22 июля 1946)

### От Гарвардского университета
- Говард Эйкен:
  - «The Automatic Sequence Controlled Calculator» (16 июля 1946)
  - «Electro-Mechanical Tables of the Elementary Functions» (17 июля 1946)

### От Управления исследований и изобретений ВМФ США
- Perry Crawford, Jr.:
  - «Applications of Digital Computation Involving Continuous Input and Output Variables» (5 августа 1946)

### От Национального бюро стандартов
- John H. Curtiss:
  - «A Review of Government Requirements and Activities in the Field of Automatic Digital Computing Machinery» (1 августа 1946)

### От Калифорнийского университета в Беркли
- Derrick H. Lehmer:
  - «Computing Machines for Pure Mathematics» (9 июля 1946)

### От Манчестерского университета, Великобритания
- Дуглас Хартри:
  - «Some General Considerations in the Solutions of Problems in Applied Mathematics» (9 июля 1946)

### От компании RCA
- Jan Rajchman:
  - «The Selectron» (23 августа 1946)

### От Лаборатории вооружений ВМФ США
- Calvin N. Mooers:
  - «Code and Control IV: Examples of a Three-Address Code and the Use of 'Stop Order Tags'» (12 августа 1946)
  - «Discussions of Ideas for the Naval Ordnance Laboratory Computing Machine» (26 августа 1946)

### От Института перспективных исследований
- Джон фон Нейман:
  - «New Problems and Approaches» (13 августа 1946)

### Независимый консультант
- Джордж Штибиц:
  - «Introduction to the Course on Electronic Computers» (8 июля 1946)

Начальный план лекций, изложенный Чемберсом в меморандуме от 28 июня 1946 года, предполагал сгруппировать все лекции в четыре главные темы. После изложения первой темы, вторая и третья должны были излагаться параллельно. Тема «General Introduction to Computing» охватывала историю, типы и способы использования вычислительных устройств; тема «Machine Elements» концентрировалась на аппаратном обеспечении и, разумеется, на программировании, которое тогда называлось «кодированием и управлением»; тема «Detailed Study of Mathematics of Problems» излагала то, что сейчас можно назвать основами программирования, включая лекции Голдстайна и Бёркса по численным математическим методам и лекции Мокли по сортировке, двоично-десятичным преобразованиям и накоплению ошибок при вычислениях; и наконец следовала четвертая тема «Final Detailed Presentation of Three Machines», в которой описывались конструкции вычислительных машин. Как следует из названия темы, предполагалось представить три машины, но в конце концов было описано шесть машин, включая ЭНИАК, который не предполагалось показывать вообще.
Записи лекций являются неполными. Несмотря на то, что многие лекции записывались с помощью проволочного магнитофона Германом Лукоффым и Диком Мервином (Dick Merwin), магнитофон часто выходил из строя прямо посреди лекций, еще несколько месяцев ушло на расшифровку получившихся записей и их проверку лекторами. Лишь спустя два года — в 1948 году — весь записанный материал был собран и издан в четырех томах под редакцией Джорджа Паттерсона (George W. Patterson) — сотрудника Школы Мура, который входил в команду, работавшую над компьютером EDVAC. Некоторые пропуски были заполнены по конспектам одного из слушателей — Френка Ферзуха (Frank M. Verzuh).

## Слушатели
- Sam N. Alexander, Edward W. Cannon, and Roger Curtis от Национального бюро стандартов
- Mark Breiter от Управления вооружений Армии США
- Arthur B. Horton, Warren S. Loud, and Lou D. Wilson от Массачусетского технологического института
- David R. Brown and Robert R. Everett от Лаборатории сервомеханики Массачусетского технологического института
- Frank M. Verzuh от Рокфеллеровского проекта электронного компьютера при Массачусетском технологическом институте
- Howard L. Clark and G.W. Hobbs от компании General Electric Co.
- R.D. Elbourne от Лаборатории вооружений ВМФ США, который работал на Джона Винсента Атанасова
- Herbert Galman and Joshua Rosenbloom of the Frankford Arsenal
- Orin P. Gard of Wright Field's Armament Laboratory
- Simon E. Gluck от Школы Мура
- D.H. Gridley and Louis Suss of the Naval Research Laboratory
- Samuel Lubkin of Aberdeen Proving Ground's Ballistics Research Laboratory
- James T. Pendergrass of the OP-20-G CNO Navy Department, см. Engineering Research Associates
- David Rees от Манчестерского университета, Великобритания
- Albert Sayre of the Army Security Agency
- Phillip A. Shaffer, Jr. of the Naval Ordnance Testing Station, Pasadena, California
- Клод Шеннон от Bell Telephone Laboratories
- Albert E. Smith of the Navy Office of Research and Inventions
- Морис Уилкс от Кембриджского университета, присоединился к лекциям только в последние две недели после множества проблем с поездкой
- H.I. Zagor от компании Reeves Instrument Company

Неприглашенные слушатели, которые посетили несколько лекций:
- Cuthbert Hurd от Аллегейни-колледж
- Джей Форрестер от Массачусетского технологического института
- некоторые неизвестные представители Лаборатории сервомеханизмов МТИ, которые замещали на некоторых лекциях Брауна и Еверетта

Кроме того, сами лекторы посещали лекции других лекторов.
Лица и организации, которые они представляли на Лекциях Школы Мура, в дальнейшем успешно создали множество компьютеров в конце 40-х начале 50-х годов, включая такие компьютеры, как EDSAC, BINAC, UNIVAC, CALDIC, SEAC и SWAC, IAS-машину и компьютер Whirlwind.
Успех Лекций натолкнул Гарвардский университет на идею провести первую компьютерную конференцию в январе 1947 года, в тот же самый год была создана Ассоциация вычислительной техники, как профессиональное общество, которое стало организатором последующих конференций.